# Nicolaas Bastert

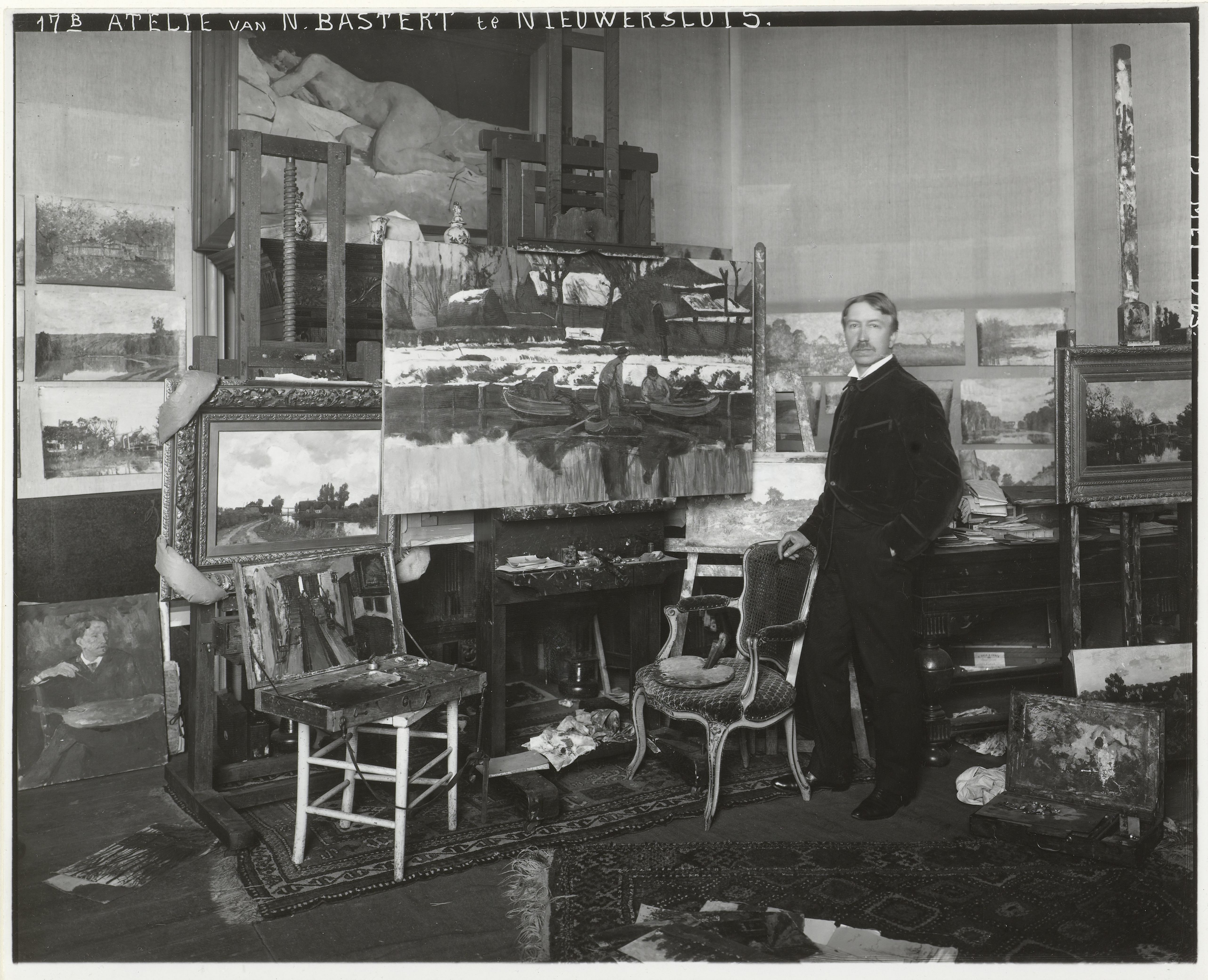
Nicolaas Bastert en su estudio, Nieuwersluis

Syvert Nicolaas Bastert, también conocido como Nicolaas o Nico ( Maarsseveen, 7 de enero de 1854-Loenen aan de Vecht, 18 de abril de 1939 ) fue un pintor paisajista holandés, más conocido por sus vistas a lo largo del río Vecht. Se le considera parte de la segunda fase 'después de la floración' de la Escuela de La Haya.

## Trayectoria

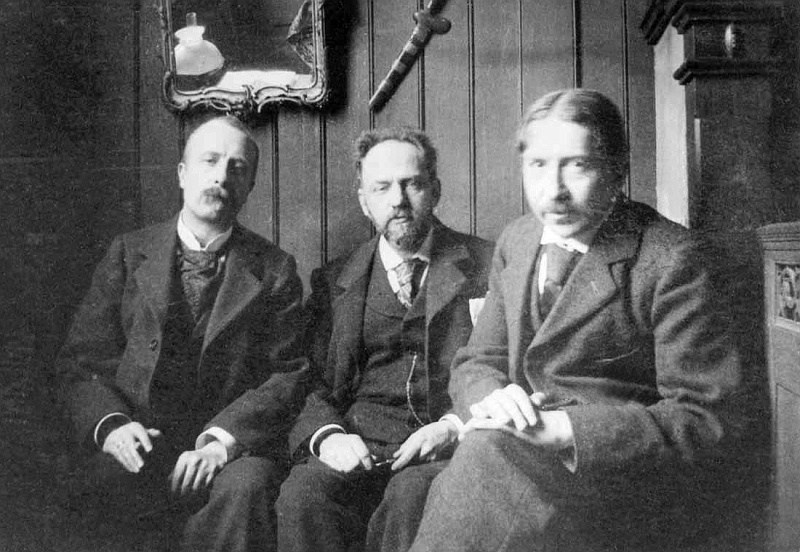
Kever, Poggenbeek, Bastert

Bastert nació en una familia prominente en la finca Otterspoor en Maarseveen. Inicialmente parecía destinado a una carrera en el comercio y trabajó en una oficina en la empresa comercial de su padre, Jacob Nicolaas Bastert, en Ámsterdam. Alrededor de 1870, en el estudio de Marinus Heijl, conoció al joven pintor Geo Poggenbeek, de quien sería amigo toda la vida. Durante este período se decanta definitivamente por la pintura y en 1876 es admitido en el curso diurno de la Academia Estatal de Arte de Ámsterdam. Allí recibió lecciones de dibujo y anatomía de August Allebé y de estética del crítico de arte Joseph Alberdingk Thijm.
En 1878, Bastert asistió a un curso de invierno en la Real Academia de Bellas Artes de Amberes, donde conoció a los pintores Hein Kever y Theo Hanrath. Luego viajó con Poggenbeek por Suiza, Italia y Francia, un período que Bastert describiría más tarde como de "gran placer".

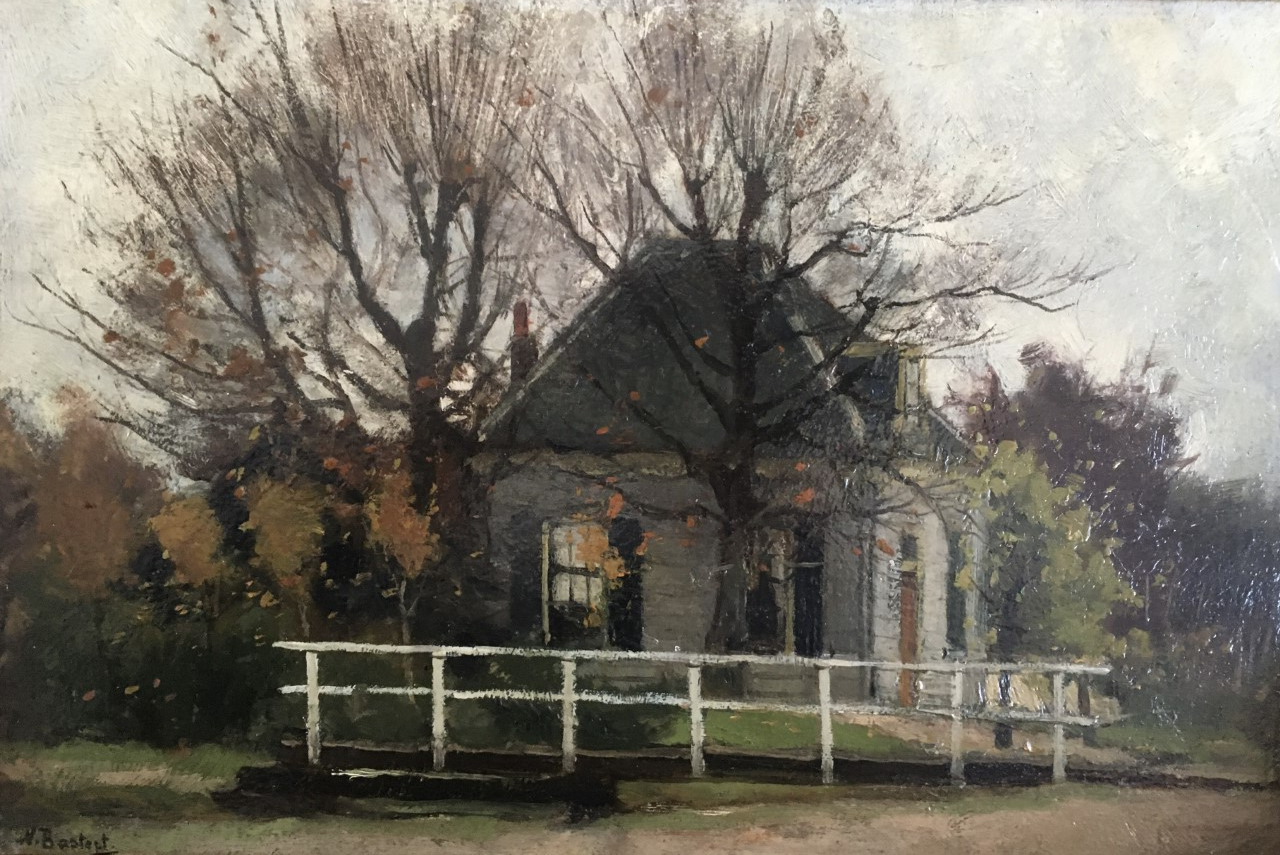

Entre 1880 y 1882, Poggenbeek y Bastert vivieron y trabajaron juntos en Ámsterdam, en el estudio de Poggenbeek cerca de Oosterpark. En 1882 Bastert se mudó a su propio estudio en La Haya. Sin embargo, durante los siguientes siete años (1881 a 1887), viajaron a menudo a la casa de campo Bohème en Breukelen para pintar el paisaje holandés. Bastert hizo especialmente muchas vistas del río en el Vecht, no sólo en Breukelen sino también en Maarssen y Nieuwersluis.
El estilo de Bastert estuvo fuertemente influenciado por los otros pintores de la Escuela de La Haya. Pronto llamó la atención con sus obras. En mayo de 1888, el crítico de arte Jan Veth lo llamó "El Rey de la Luz". Escribió: "En el lugar donde cuelga la pintura de Bastert, es como si se abriera una ventana a través de la cual se puede ver el Vecht en todo su esplendor". A partir de 1885 su obra se vendía regularmente. Esto le permitió desarrollar su propio estilo en paz.
Durante su período de trabajo en La Haya, Bastert a menudo se sentía solo. Por tanto, en 1885 se trasladó a un estudio en el Oosterparkstaat de Ámsterdam, junto al de Poggenbeek. Posteriormente, tras su matrimonio con Eva Versteeg, se instaló en la finca Zwaanvecht en Nigtevecht. En las primeras décadas del siglo XX, a menudo pintaba en el pueblo de pintores de Heeze.
Bastert ganó medallas de oro en exposiciones en Ámsterdam, Múnich y París . Fue miembro meritorio de la Academia de Bellas Artes de Róterdam, del Arti et Amicitiae de Ámsterdam y del Estudio Pulchri de La Haya, del que eran miembros la mayoría de los Haagse Scholers.
Bastert fue maestro de Constantia Arnolda Balwé, Leo Kurpershoek, Marie van Regteren Altena y Eva Emmelina Seelig. Murió en 1939, a los 85 años.

## Galería

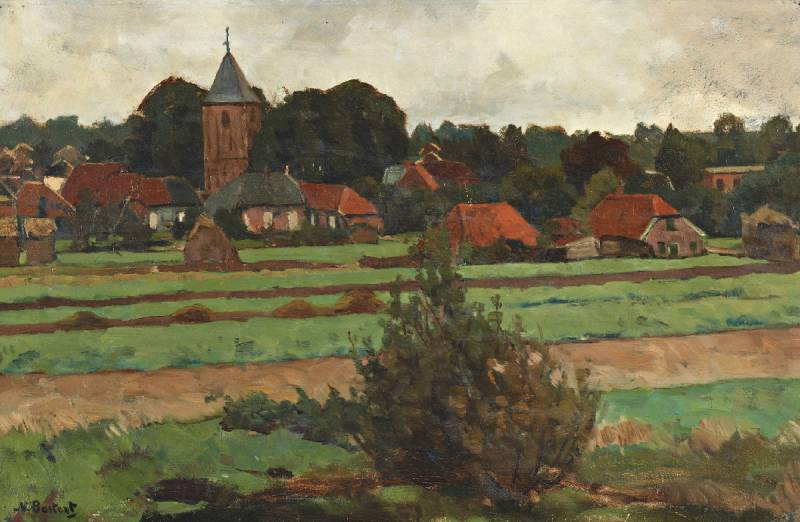
Vista del pueblo (Loenen)
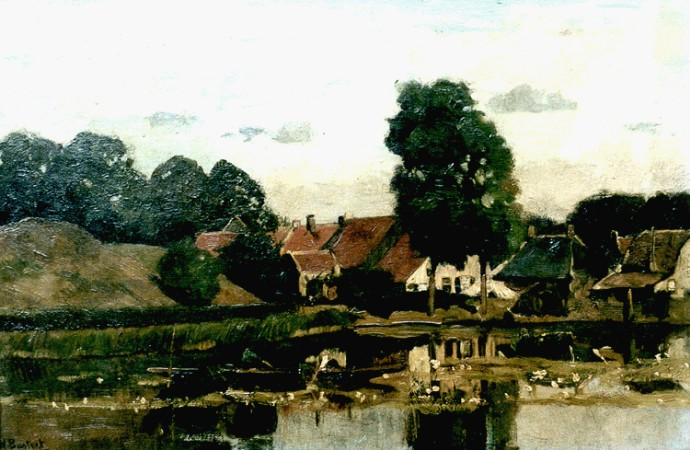
Fortgracht en Nieuwersluis
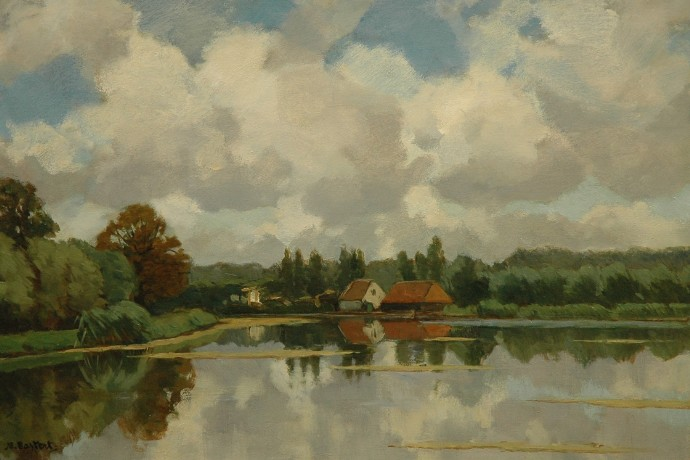
En el agua en Loenen
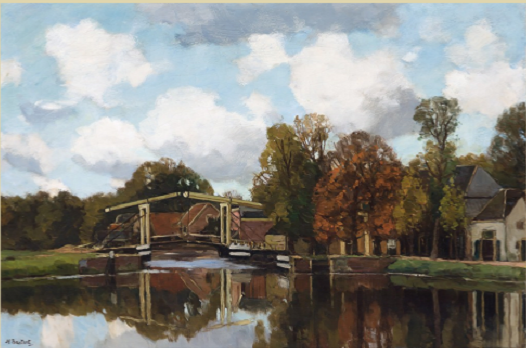
A lo largo del Vecht
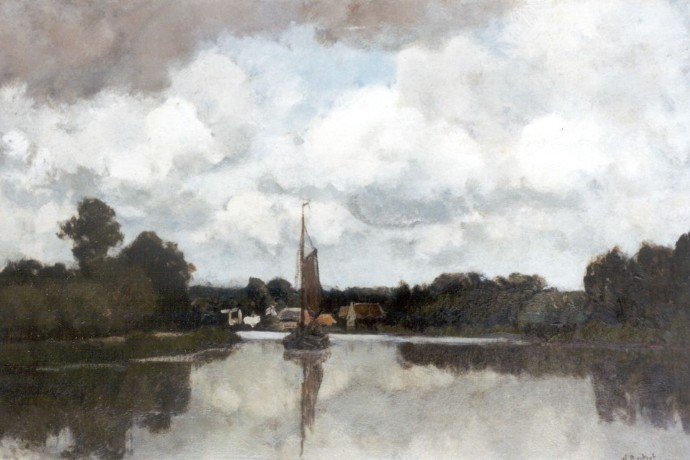
paisaje de lucha
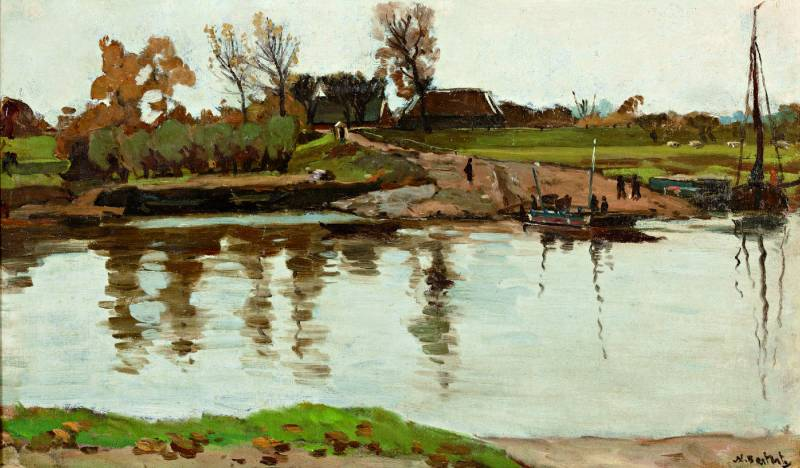
Ferry en el Vecht
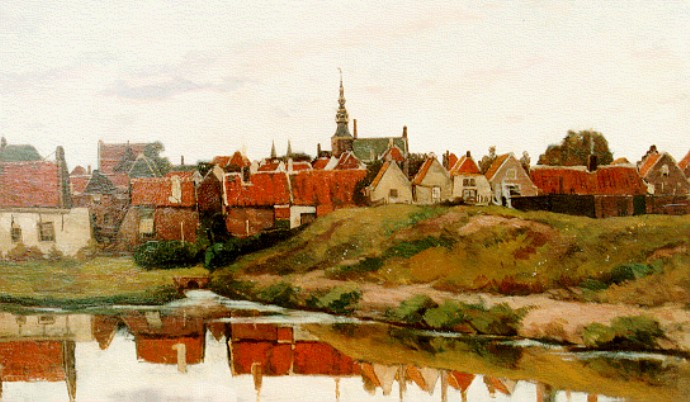
Vista de Zierikzee
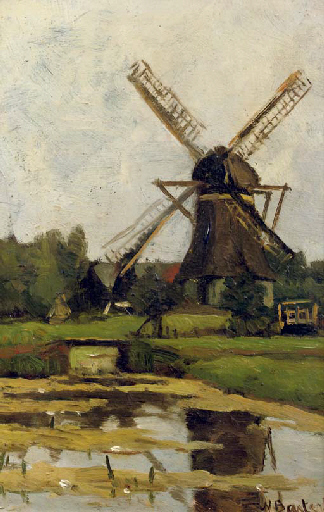
el molino de viento
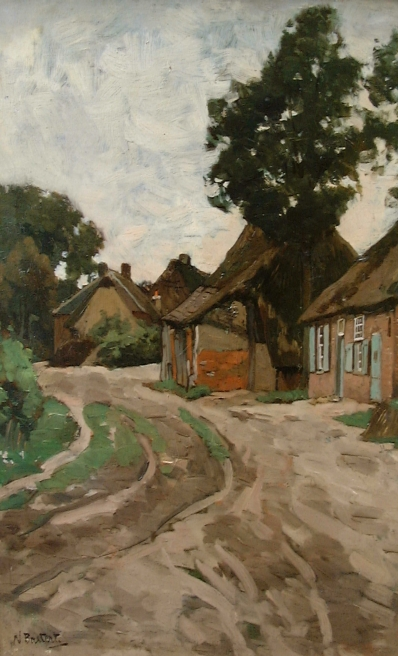
Granjas en Heeze
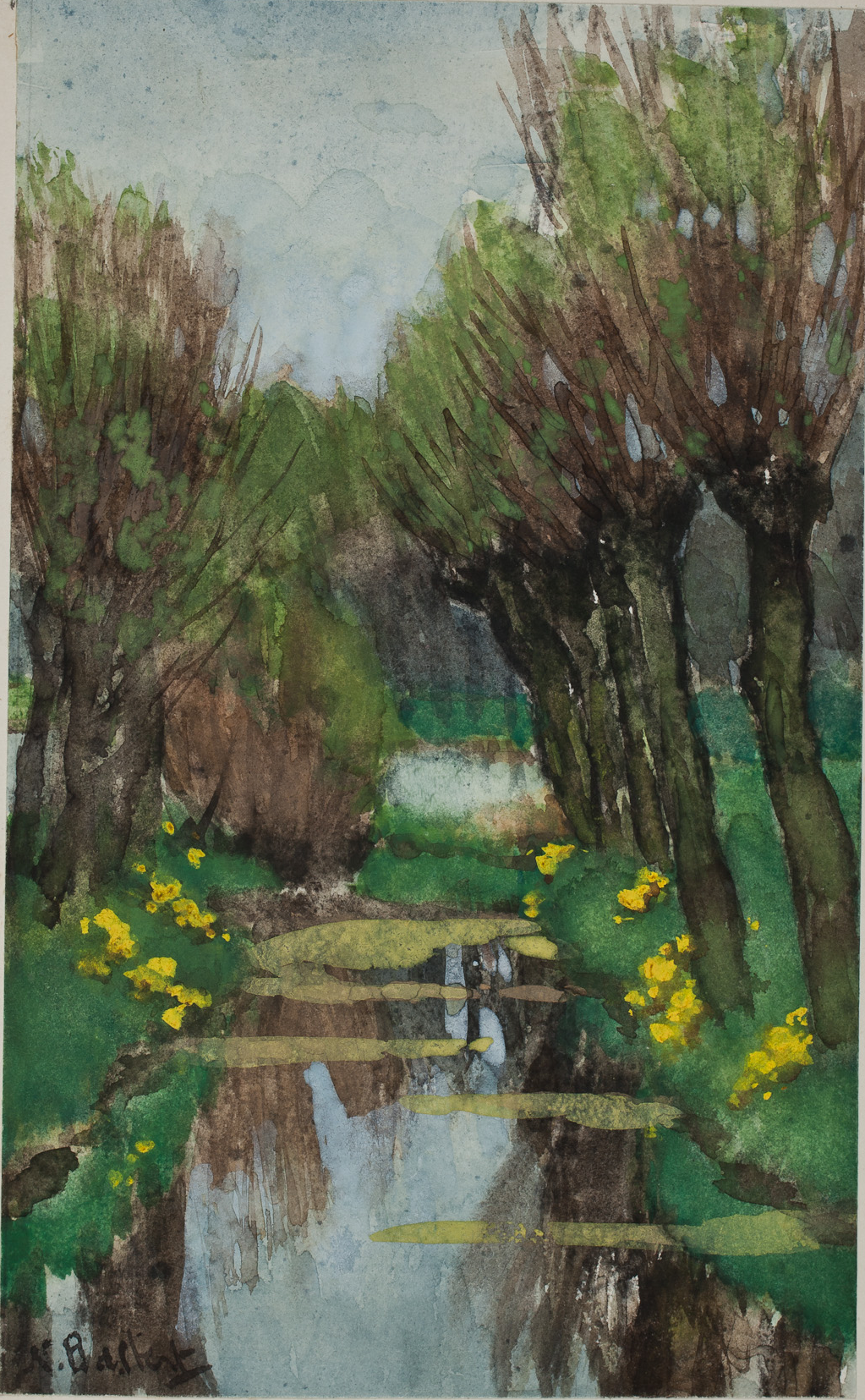
Ilustración en el álbum de autógrafos de Rudolf Hugo Driessen
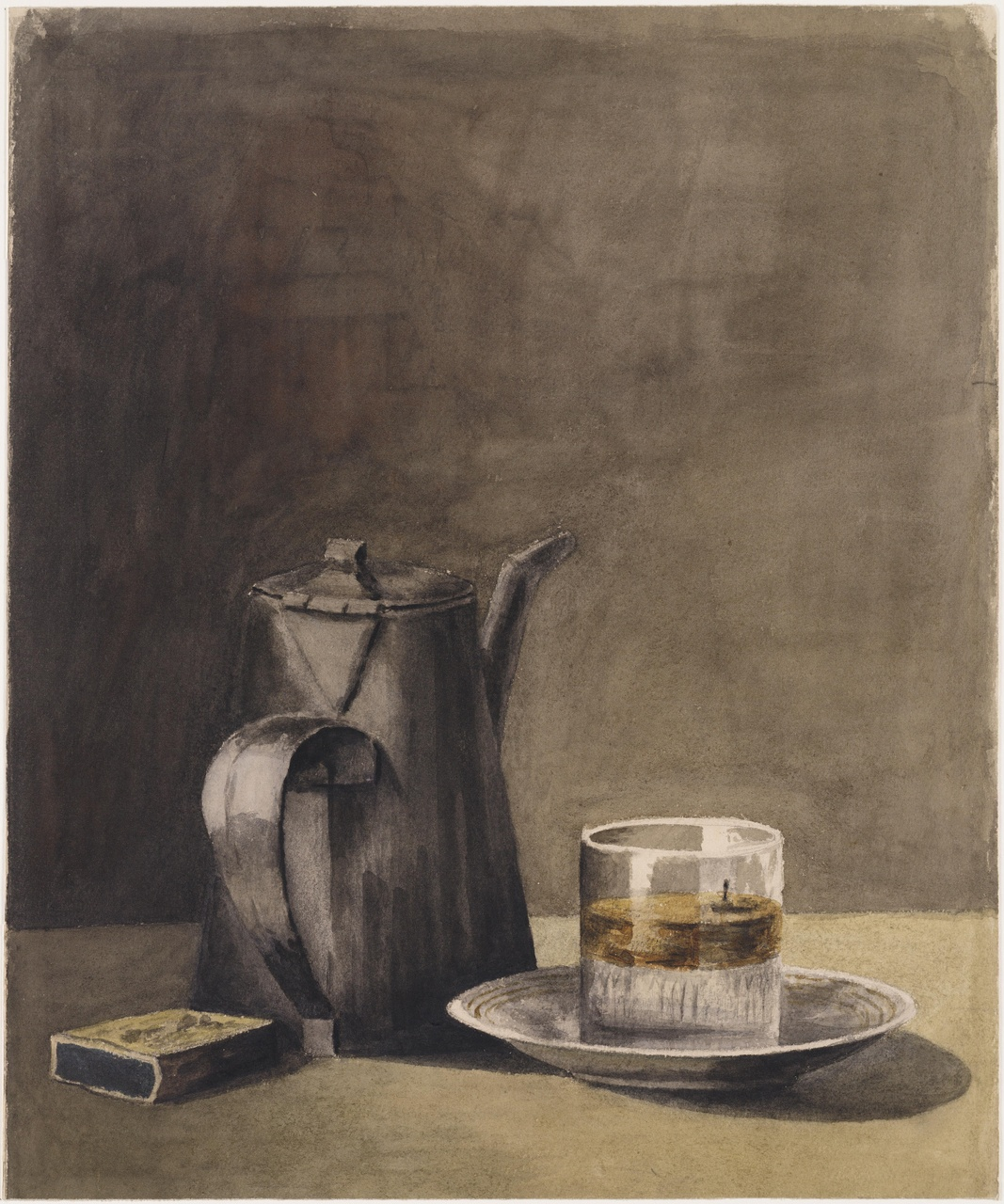
Naturaleza muerta, Syvert Nicolaas Bastert